# 蔄茂安
蔄茂安（1947年2月—），山东省文登市人，中国史志专家、作家、编审。中共党员。代表作有中国地方史书《兴城志略》。现居兴城首山。

## 人物生平
1947年出生于山东文登。曾祖父为清末太学生，曾主修《蔄氏家谱》。
1986年起开始从事地方志的撰写工作。1996年毕业于中央党校函授学院。1999年被授予“全国年鉴先进工作者”荣誉称号。曾著《蔄氏溯源始末》一文。
曾任兴城市档案局局长，主编《兴城年鉴》、《兴城市志》、《兴城旅游》等书刊，兼任《中国大众实用年鉴》副主编。
2006年成为辽宁省作家协会会员，出版《鉴坛清风》、《千年觉华岛》 、《兴城志略》等各类著述。
2009年9月10日，蔄茂安以全国市县首席代表身份当选“中国年鉴三十年杰出贡献人物”（全国30名，其中县级2名）。邮电部为其发布个人纪念性邮票。